# Saint-Colomb-de-Lauzun
Saint-Colomb-de-Lauzun é uma comuna francesa na região administrativa da Nova Aquitânia, no departamento Lot-et-Garonne. Estende-se por uma área de 23,2 km². Em 2010 a comuna tinha 480 habitantes (densidade: 20,7 hab./km²).